# Senecio laseguei
Senecio laseguei là một loài thực vật có hoa trong họ Cúc. Loài này được Hombr. & Jacquinot ex Decne. miêu tả khoa học đầu tiên.